# Storvikarens naturreservat
Storvikarens naturreservat är ett naturreservat i Norrtälje kommun i Stockholms län.
Området är naturskyddat sedan 2011 och är 27 hektar stort. Reservatet omfattar två delar och består av barrblandskog, granskog och tallskog.